# Grynocharis oregonensis
Grynocharis oregonensis is een keversoort uit de familie schorsknaagkevers (Trogossitidae). De wetenschappelijke naam van de soort werd in 1918 gepubliceerd door Schaeffer.